# Ya Ya
Ya Ya of Ya Ya Twist is een liedje geschreven door Lee Dorsey, Clarence Lewis en Morgan Robinson. Een enkele keer wordt ook Morris Levy als auteur vermeld. Dorsey zong het zelf voor het eerst. Het liedje is gebaseerd op een kinderrijmpje. Het plaatje van Dorsey haalde in 1961 een zevende plaats in de Billboard Hot 100, maar haalde de eerste plaats in de R&B-lijst van datzelfde blad.
Een aantal andere artiesten nam het lied ook op:
- Tony Sheridan and The Beat Brothers (niet te verwarren met The Beatles) zetten het een aantal keren op niet-officiële Beatleplaten zoals The Beatles' First (1964). De opname dateert waarschijnlijk reeds uit 1961.
- Petula Clark nam het onder de titel Ya Ya Twist op in het Frans en haalde daarmee de eerste plaats in de Franse hitparade; ze haalde in het Verenigd Koninkrijk de 14e plaats in 13 weken;
- Dalida nam in 1962 een Duitse versie op, eveneens onder de titel Ya Ya Twist.
- Joël Denis gaf in 1964 Le Yaya uit, in het Frans.
- Tommy James and the Shondells bracht het in 1966 uit als dubbele A-kant met It's Only Love.
- Lee Michaels nam het in 1971 op voor zijn album Fifth.
- John Lennon zong het samen met zijn zoon Julian en het verscheen als geluidsfragment op zijn album Walls and Bridges (1974); in 1975 verscheen een officiële versie op zijn album Rock 'n' Roll.
- Trio speelde het in 1982
- Steve Miller nam het in 1988 op op zijn album Born 2 B Blue.
- Mitsou keerde in 1994 terug naar de titel Le Yaya, opnieuw in het Frans.
- Goran Bregović nam het op onder de titel Ringe ringe raja; in 1995 verscheen het als zodanig in de film Underground.

## NPO Radio 2 Top 2000
In Nederland is vooral populair een uitvoering van Joey Dee & the Starliters. Nederland en België voerden ten tijde van het verschijnen van het plaatje nog geen hitparades.
Ya Ya stond alleen in 2000 in de NPO Radio 2 Top 2000, op plek 1998.